# Stenostephanus longistaminus
Stenostephanus longistaminus là một loài thực vật có hoa trong họ Ô rô. Loài này được (Ruiz & Pav.) V.M. Baum miêu tả khoa học đầu tiên năm 1982.